# A24 (produtora)
A24 é um estúdio de cinema independente norte-americano fundado em 20 de agosto de 2012 por Daniel Katz, David Fenkel e John Hodges. Com sede na cidade de Nova Iorque, inúmeros filmes de intensa repercussão foram distribuídos pela empresa, como A Glimpse Inside the Mind of Charles Swan III, Ex Machina, Room, The Witch, Lady Bird e The Florida Project.
Katz, Fenkel e Hodges, antes da A24, trabalharam com cinema e produção, antes de sair para co-fundar a empresa (originalmente A24 Films) especializada em distribuição de filmes. Começando modestamente em 2013 com A Glimpse Inside the Mind of Charles Swan III, o crescimento da empresa começou com o lançamento de Spring Breakers no final do mesmo ano. Eles se tornaram mais conhecidos após adquirir os diretos nos Estados Unidos para Ex Machina e Room, e direitos autorais internacionais para The Witch, e vem crescendo substancialmente desde então. O estúdio firmou acordos com DirecTV Cinema e Amazon Prime no final de 2013, com alguns de seus filmes sendo distribuídos por essas plataformas, e o nome foi encurtado para A24 em 2016.
Até 2019, o estúdio recebeu um total de 25 nomeações para o Oscar. Em 2016, filmes distribuídos pelo estúdio ganharam o Oscar de Melhor Atriz (Brie Larson em Room), Oscar de melhor documentário de longa metragem (Amy), e Oscar de melhores efeitos visuais (Ex Machina). Na edição do Oscar 2017, a obra cinematográfica Moonlight venceu a categoria de melhor filme(o primeiro da categoria para o estúdio), Oscar de melhor roteiro adaptado e Oscar de melhor ator coadjuvante (Mahershala Ali).

## História

### 2012-2013: Criação e anos iniciais
O estúdio A24 foi fundado em 20 de agosto de 2012 pelos veteranos do cinema Daniel Katz, David Fenkel e John Hodges. Katz anteriormente liderava o grupo de financiamento de filmes em Guggenheim Partners. Fenkel era presidente, co-fundador e sócio em Oscilloscope. Hodges atuava como Chefe de Produção e Desenvolvimento em Big Beach. O nome "A24" foi inspirado pela Autoestrada A24, localizada na Itália, pela qual Katz estava passando quando decidiu fundar a empresa.
Guggenheim Partners providenciou o capital inicial para A24. Em Outubro de 2012, Nicolette Aizenberg associou-se como Chefe de Publicidade.
A empresa começou os trabalhos em 2013. O primeiro lançamento foi A Glimpse Inside the Mind of Charles Swan III de Roman Coppola. Outros lançamentos de 2013 foram: Ginger & Rosa de Sally Potter, Spring Breakers de Harmony Korine, The Bling Ring de Sofia Coppola, and The Spectacular Now de James Ponsoldt.

### 2014-2017: Televisão e demais produções
Em maio de 2015, A24 anunciou que iria iniciar uma divisão para televisão e começou a produzir a série Playing House para USA Network, e desenvolvendo uma série para televisão que mais tarde viria a se tornar Comrade Detective, produzida por Channing Tatum. A empresa também anunciou que começaria a financiar e desenvolver episódios pilotos.
Em janeiro de 2016, Sasha Lloyd se associa à empresa para lidar com toda a distribuição de filmes e séries e desenvolvimento de negócios no mercado internacional. A empresa, com a cooperação do Bank of America, J.P. Morgan & Co. e SunTrust Banks, aumentou sua linha de crédito de U$50 milhões para U$125 milhões por mês para custear suas operações. Em abril, a empresa adquiriu todos os direitos para Swiss Army Man, distribuindo o filme em todos os territórios e formando parcerias com distribuidores que haviam previamente adquirido os direitos do filme, algo inédito para a A24.
Em janeiro de 2017, a empresa adquiriu os diretos de distribuição nos Estados Unidos e China para o seu primeiro filme em língua estrangeira, Menashe.

### 2018-Presente: Trocas de gestão e parceria com Apple
No dia 20 de fevereiro de 2018, A24 lançou o seu programa de podcast chamado The A24 Podcast. Os episódios são baseados em torno de uma discussão entre membros da indústria cinematográfica. Convidados notáveis do programa incluem Bo Burnham, Paul Schrader, Sofia Coppola, e Alia Shawkat. Apesar de não contar com uma estrutura pré definida, os episódios geralmente contém discussões sobre os trabalhos mais recentes dos convidados. Até julho de 2019, o programa conta com quinze episódios lançados.
Em 26 de março de 2018, co-fundador John Hodges anuncia sua saída da empresa.
Em 15 de novembro de 2018, A24 e Apple anunciam uma parceria onde A24 produzirá diversos filmes originais para Apple. Ainda não se sabe se os filmes serão lançados em cinemas ou se serão exclusivos para o serviço de streaming da Apple, o Apple TV+.

## Filmografia

### Televisão
| Ano  | Nome                                                           | Data de exibição                              | Número de temporadas                   | Número de episódios | Canal        |
| ---- | -------------------------------------------------------------- | --------------------------------------------- | -------------------------------------- | ------------------- | ------------ |
| 2014 | Playing House                                                  | 29 de abril de 2014 - 14 de julho de 2017     | 3                                      | 26                  | USA Network  |
| 2015 | The Carmichael Show                                            | 26 de agosto de 2015 - 9 de agosto de 2017    | 3                                      | 32                  | NBC          |
| 2017 | Jerrod Carmichael: 8                                           | 11 de março de 2017                           | 1                                      | 1                   | HBO          |
| 2017 | Comrade Detective                                              | 4 de agosto de 2017                           | 1                                      | 6                   | Amazon Video |
| 2018 | Random Acts of Flyness                                         | 4 de agosto de 2018                           | 1                                      | 6                   | HBO          |
| 2018 | Drew Michael                                                   | 25 de agosto de 2018                          | 1                                      | 1                   | HBO          |
| 2018 | 2 Dope Queens                                                  | 2 de fevereiro de 2018                        | 2                                      | 8                   | HBO          |
| 2018 | Pod Save America                                               | 12 de outubro de 2018                         | 1                                      | 4                   | HBO          |
| 2019 | I'm Sorry                                                      | 9 de janeiro de 2019 - 19 de maio de 2019     | 1                                      | 10                  | TruTV        |
| 2019 | At Home with Amy Sedaris                                       | 19 de fevereiro de 2019 a 29 de julho de 2020 | 2                                      | 20                  | TruTV        |
| 2019 | Ramy                                                           | 19 de abril de 2019 - Presente                | 3                                      | 30                  | Hulu         |
| 2019 | Fire in the Maternity Ward                                     | 30 de abril de 2019                           | –                                      | 1                   | Netflix      |
| 2019 | Euphoria                                                       | 16 de junho de 2019 - Presente                | 2                                      | 10                  | HBO          |
| 2019 | The Confession Tapes                                           | 21 de junho de 2019                           | 1                                      | 4                   | Netflix      |
| 2019 | Exhibit A                                                      | 28 de junho de 2019                           | 1                                      | 4                   | Netflix      |
| 2019 | Ramy Youssef: Feelings                                         | 29 de junho de 2019                           | –                                      | 1                   | HBO          |
| 2019 | Frankenstein's Monster's Monster, Frankenstein                 | 16 de julho de 2019                           | –                                      | 1                   | Netflix      |
| 2019 | My Favourite Shapes by Julio Torres                            | 10 de agosto de 2019                          | –                                      | 1                   | HBO          |
| 2019 | John Mulaney & the Sack Lunch Bunch                            | 24 de dezembro de 2019                        | –                                      | 1                   | Netflix      |
| 2020 | Whitmer Thomas: The Golden One                                 | 22 de fevereiro de 2020                       | –                                      | 1                   | HBO          |
| 2020 | Eric Andre: Legalize Everything                                | 23 de junho de 2020                           | –                                      | 1                   | Netflix      |
| 2020 | Moonbase 8                                                     | 8 de novembro de 2020 - 6 de dezembro de 2020 | 1                                      | 6                   | Showtime     |
| 2021 | Ziwe                                                           | 6 de maio de 2021 - presente                  | 2                                      | 18                  | Showtime     |
| 2021 | Mr. Corman                                                     | 6 de agosto de 2021 - 1º de outubro de 2021   | 1                                      | 10                  | Apple TV+    |
| 2021 | Tacoma FD                                                      | 16 de setembro de 2021 - presente             | 1                                      | 13                  | TruTV        |
| 2021 | Phoebe Robinson: Sorry, Harriet Tubman                         | 14 de outubro de 2021                         | –                                      | 1                   | HBO Max      |
| 2021 | Mo Amer: Mohammed in Texas                                     | 30 de novembro de 2021                        | –                                      | 1                   | Netflix      |
| 2022 | Ali Wong: Don Wong                                             | 14 de fevereiro de 2022                       | –                                      | 1                   | Netflix      |
| 2022 | The G Word                                                     | 19 de maio de 2022                            | 1                                      | 6                   | Netflix      |
| 2022 | Irma Vep                                                       | 6 de junho de 2022 - 25 de julho de 2022      | 1                                      | 8                   | HBO          |
| 2022 | Home                                                           | 17 de junho de 2022                           | 1                                      | 10                  | Apple TV+    |
| 2022 | Would It Kill You to Laugh? Starring Kate Berlant + John Early | 24 de junho de 2022                           | –                                      | 1                   | Peacock      |
| 2022 | Mo                                                             | 24 de agosto de 2022 - presente               | 1                                      | 8                   | Netflix      |
| 2024 | Hazbin Hotel                                                   | 19 de janeiro de 2024 - presente              | 1 (2ª, 3ª e 4ª temporadas confirmadas) | 8                   | Prime Video  |